# Cloeon cognatum
Espèce
Cloeon cognatum est une espèce d'éphémères de la famille des Baetidae.